# La Frette (Saône-et-Loire)
La Frette is een gemeente in het Franse departement Saône-et-Loire (regio Bourgogne-Franche-Comté) en telt 210 inwoners (1999). De plaats maakt deel uit van het arrondissement Louhans.

## Geografie
De oppervlakte van La Frette bedraagt 11,3 km², de bevolkingsdichtheid is 18,6 inwoners per km².
De onderstaande kaart toont de ligging van La Frette (Saône-et-Loire) met de belangrijkste infrastructuur en aangrenzende gemeenten.

## Demografie
Onderstaande figuur toont het verloop van het inwonertal (bron: INSEE-tellingen).